# Pointe (stijlfiguur)
Een pointe (Frans voor punt, lans of steek) is een onverwachte wending van de plot aan het einde van een verhaal. Een pointe kan voorkomen in een epigram, een limerick, maar ook een mop of een klucht. De kracht van een pointe is het plotselinge besef dat twee zaken die kennelijk niets of nauwelijks iets met elkaar te maken hebben, onverwachts toch een relatie hebben. Vanuit dat besef is de pointe aan te merken als een stijlfiguur. De verklaring van de relatie wordt ook wel de 'clou' genoemd.
In de literatuur worden verschillende verteltechnieken ingezet om tot een plottwist te komen. Voorbeelden zijn flashbacks, peripetie, de onbetrouwbare verteller, anachronisme, deus ex machina, poëtische gerechtigheid, Chekhov's gun, in medias res, een niet-lineair verhaallijn, omkering van de chronologie en red herring.
In de poëzie wordt een gedicht met een pointe ook wel puntdicht genoemd.

## Moppen
Een pointe komt vaak voor in moppen. In het Engels wordt het een 'punchline' genoemd, het essentiële deel van een grap, mop of anekdote. Bijvoorbeeld: 
- Het is geel, en als je het in je oog krijgt ga je dood. Een sneltrein.